# Zwaluwhoningzuiger
De zwaluwhoningzuiger (Anthreptes orientalis) is een zangvogel uit de familie Nectariniidae (honingzuigers).

## Verspreiding en leefgebied
Deze soort komt voor van Somalië tot zuidoostelijk Soedan, Ethiopië, noordelijk Oeganda, Kenia en noordoostelijk Tanzania.